# Буддийское искусство
Буддистское искусство — историческое течение в искусстве, возникшее в Индии после жизни Сиддхартхи Гаутамы в VI — V веках до н. э. В результате контактов с разными азиатскими культурами, буддийское искусство эволюционировало и распространилось по всей Азии.
Буддийское искусство шло вслед за распространением и адаптацией буддийского учения  (дхармы), развиваясь в каждой новой буддийской стране. Его северная ветвь получила развитие в Центральной и Восточной Азии, в то время как южная ветвь процветала в Юго-Восточной Азии. В Индии буддийское искусство развивалось и процветало до X века, успев оказать влияние на формирование индуистского искусства, и исчезнув, когда буддизм был практически уничтожен у себя на родине вследствие вторжения мусульман и усиления позиций индуизма.

## Древнебуддийский (аниконический) период (V—I века до н. э.)

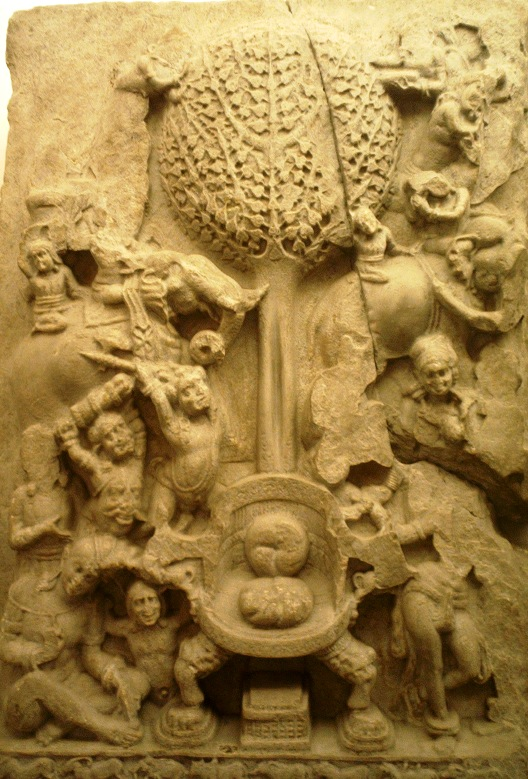
Аниконистическая репрезентация нападения Мары на Будду, представленного пустым троном, II век, Амаравати (Индия)

В течение II и I веков до н. э. скульптура стала более явной, иллюстрирующей эпизоды из жизни и учения Будды. Эти иллюстрации приняли форму декоративных композиций в виде горизонтальной полосы или фризов, как правило, украшавших ступы. Хотя Индия имела богатую скульптурную и иконографическую традиции, Будда никогда не был изображён в человеческой форме, но только с помощью буддийской символики.
Этот период буддийского искусства называется аниконистическим и выражен нежеланием к антропоморфным представлениям Будды и сложным развитием аниконистических символов, позволяющих избежать представления Будды как человека (даже когда на сцене присутствуют другие человеческие фигуры). Эта тенденция сохранилась до конца II века н. э. в южной части Индии, в искусстве школы Амаравати. Утверждается, что антропоморфные изображения Будды, возможно, были сделаны из дерева и не сохранились до наших дней. Тем не менее, археологических доказательств этого не найдено.
Самые ранние произведения буддийского искусства в Индии датируются I веком до н. э. Это Храм Махабодхи в Бодхгае, ставший образцом для аналогичных построек в Бирме и Индонезии, а фрески на плато Сигирия, возможно, даже старше рисунков в Аджанте.

## Иконический период (I век н. э. — по настоящее время)
Антропоморфные изображения Будды начали появляться с I века в Северной Индии. Главными центрами буддийского искусства в начале нашей эры являлись Гандхара в современной провинции Хайбер-Пахтунхва в Пакистане, область Матхура в центральной части Северной Индии и Амаравати на юго-востоке Индии, в штате Андхра-Прадеш.
Искусство Гандхары было обогащено вследствие векового взаимодействия с греческой культурой, прежде всего — скульптурой. Из-за завоевания Северо-Западных княжеств Индии Александром Великим в 332 году до н. э. и последующего создания Греко-Бактрии и Индо-греческого царства появляется Греко-буддистское искусство. Буддийская скульптура Гандхары имеет черты  греческого художественного влияния: школа скульптуры Гандхары переняла у эллинистической скульптуры такие элементы как волнистые волосы, драпировки, покрывающие оба плеча, туфли и сандалии, украшения листьями аканта и т. д.
Искусство Матхуры, как правило, основано на старой индийской традиции. Школа Матхуры изобрела следующие элементы буддийской скульптуры: покрытие левого плеча тонкой кисейной накидкой, колесо в ладони, лотосовый трон и т. д.
Школы Матхуры и Гандхары также сильно влияли друг на друга. Во время своего художественного расцвета в двух регионах они даже объединились политически под правлением кушан, причем и Матхура, и Гандхара были столицами империи. До сих пор остаётся предметом дискуссий то, является ли антропоморфное изображение Будды по существу результатом эволюции буддийского искусства Матхуры или следствием греческого культурного влияния в Гандхаре в ходе греко-буддийского синкретизма.

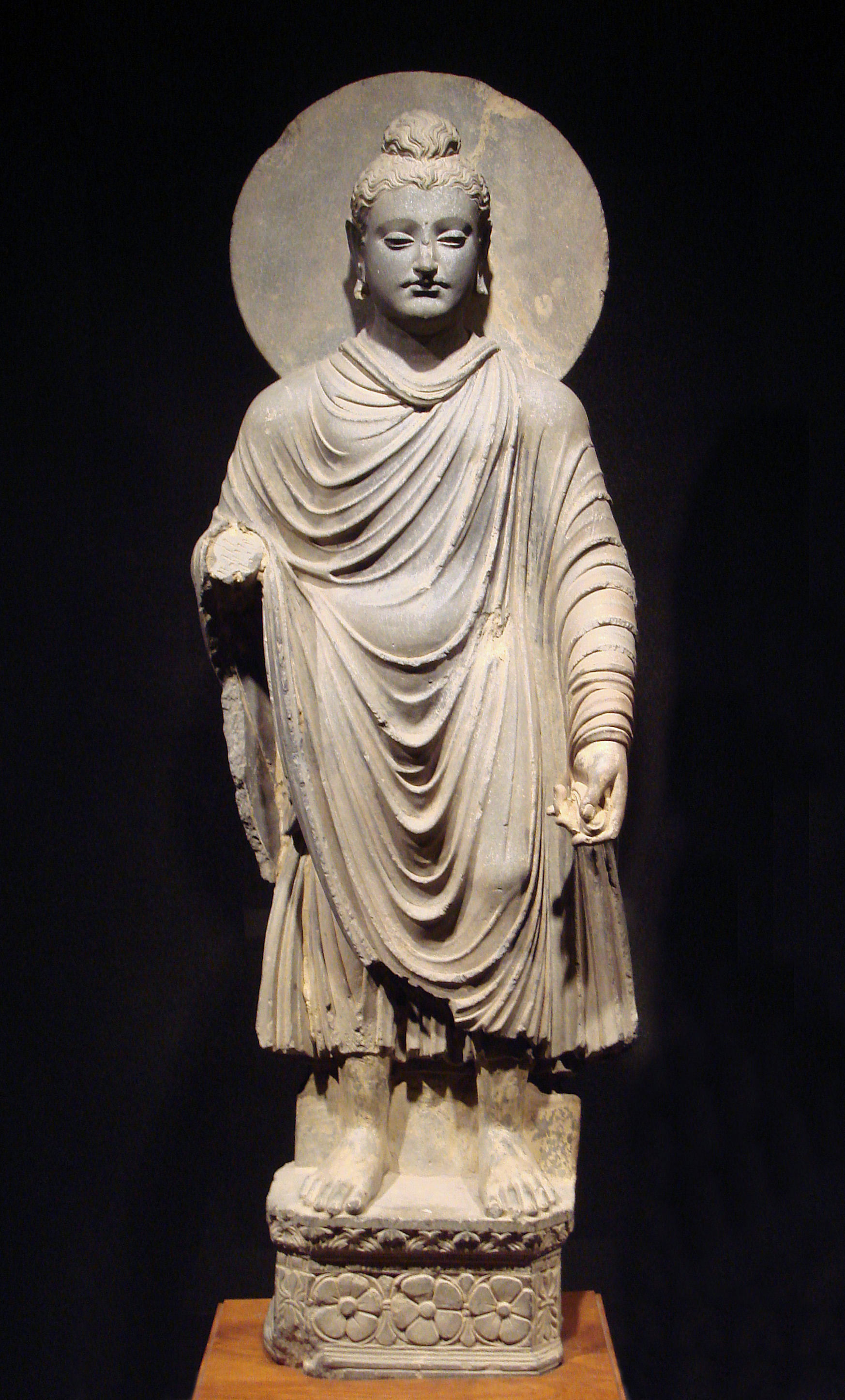
Статуя Будды из Гандхары, яркий пример греко-буддийского искусства, I век н. э.

Иконическое искусство изначально было характеризовано реалистическим идеализмом, сочетающим реалистические человеческие черты, пропорции и атрибуты, вместе с чувством совершенства и спокойствия, характерного божественному. Это изображение Будды одновременно в качестве и человека, и совершенного стало иконографическим каноном для последующего буддийского искусства.
Тема Будды широко используется в таких видах искусства как скульптура, живопись и литература, но не в музыке и танце.
Буддийское искусство продолжало развиваться в Индии в течение нескольких веков. Во времена Империи Гупта (IV — VI век) в Матхуре создавались скульптуры из розового песчаника, отличавшиеся особенно тонким, изысканным художественным исполнением. Искусство гуптской школы было чрезвычайно влиятельным почти во всей Азии.
В X веке буддийское искусство в Индии прекращает существование вместе с буддийским учением. В конце XII века нашей эры буддизм в Индии сохранился только в гималайских регионах, таких как Ладакх.
Эти области, благодаря географическому расположению, находились в постоянном контакте с Тибетом и Китаем; например, искусство и традиции Ладакха несут на себе печать тибетского влияния.
Вместе с распространением буддизма за пределами Индии, начиная с I века нашей эры, его оригинальный художественный почерк начинает смешиваться с другими художественными традициями, что привело к сильному различию между буддийским искусством стран, принявших буддизм.
- Северная ветвь появилась в I веке н. э. и представлена Центральной Азией, Непалом, Тибетом, Бутаном, Китаем, Кореей, Японией и Вьетнамом, в которых преобладает буддизм Махаяны.
- Южная ветвь представлена странами, где доминировал буддизм Тхеравады /  Хинаяны (Мьянма, Шри-Ланка, Таиланд, Камбоджа, Лаос).